# راسيل بن
راسيل بن (بالإنجليزية: Russell Penn)‏ هو لاعب كرة قدم بريطاني في مركز الوسط، ولد في 8 نوفمبر 1985 في Dudley ‏ في المملكة المتحدة. لعب مع سكونثورب يونايتد ونادي بيرتن ألبيون ونادي تشيلتنهام تاون لكرة القدم ونادي ريكسهام ونادي غيتزهد ونادي كارلايل يونايتد ونادي كيدرمينستر هاريرز لكرة القدم ونادي يورك سيتي.

## وصلات خارجية
- راسيل بن على موقع قاعدة بيانات كرة القدم.إي يو (الإنجليزية)
- راسيل بن على موقع Soccerbase.com (لاعب) (الإنجليزية)
- راسيل بن على موقع Soccerway.com (الإنجليزية)